# Jesús Díaz Palacio
Jesús Díaz Palacio, né le 16 octobre 1954, est un ancien arbitre colombien de football des années 1980.

## Carrière
Il a officié dans des compétitions majeures : 
- JO 1984 (1 match)
- Coupe du monde de football des moins de 20 ans 1985 (1 match)
- Coupe du monde de football de 1986 (2 matchs)
- JO 1988 (2 matchs)
- Coupe intercontinentale 1988
- Copa América 1989 (3 matchs)